# SmartMedia

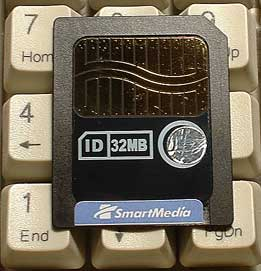
Карта SmartMedia объёмом 32 МБ

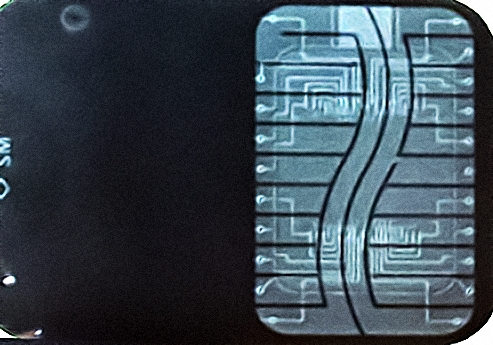
Рентгеновский снимок карты SmartMedia

SmartMedia — торговая марка одной из первых флеш-карт памяти, созданная корпорацией Toshiba и выпущенная на рынок в 1995 году . Изначально, SmartMedia называлась Solid State Floppy Disk Card (SSFDC). Консорциум из 37 компаний объявил о поддержке формата карты и разработал промышленный стандарт на неё.
Карта состоит из одной микросхемы NAND Flash, выводы которой прямо подключены к контактам карты, внутри тонкого пластикового корпуса. В карте отсутствует контроллер памяти — ради снижения цены. Эта особенность впоследствии стала главным недостатком, потому что терялась совместимость по мере технологического прогресса (некоторые старые устройства нужно было перепрошивать для поддержки карт большего объёма) и возникало ограничение на максимальный объём в 128 МБ. Кроме того, обилие контактов снижало надёжность. SmartMedia была одной из самых маленьких и тонких (0,76 мм) среди первых карт памяти, и при этом оставалась одной из дешёвых.
Карты SmartMedia объёмом больше 128 МБ никогда не выпускались, а некоторые устройства не поддерживали карты объёмом более 32 МБ. Были, однако, слухи о подготовке карты объёмом 256 МБ. На эту карту были выпущены технические спецификации, а некоторые компании её даже рекламировали.
Есть две версии карт SmartMedia — 5 V и 3,3 V (иногда обозначается 3 V), названные по рабочему напряжению. Корпус у них практически идентичен. Единственное различие — положение «срезанного» уголка.
SmartDisk Corp. совместно с компаниями Fischer Int. и Toshiba Corp представили в 1998 году FlashPath —электронное устройство, имевшее размеры стандартной 3,5″ дискеты. Адаптер FlashPath устанавливался и работал в стандартном 3,5-дюймовом дисководе, рассчитанном на емкость дискет в 1,44 МБ и имел специальный слот в который вставлялись запоминающие флэш карты  SmartMedia, производимые Toshiba и Samsung.

Сегодня карты этого формата и совместимые с ними устройства не выпускаются. Поставки новых карт продолжаются из запасов специализированных поставщиков. Идейным преемником карт SmartMedia можно считать xD-Picture Card, которые также не имеют контроллера. Существует внешний адаптер, позволяющий использовать карты xD-Picture card в разъёме для SmartMedia, но он не входит полностью в слот SM. Существует ограничение на объём применяемой xD карты (128, иногда — 256 МБ), а также могут быть ограничения и в работе считывающего устройства.

## Спецификация
- Масса: 2 г
- Размер: 45,0 × 37,0 × 0,76 мм

Размеры карты SmartMedia

- Ёмкость: 2, 4, 8, 16, 32, 64, 128 MБ
- Плоская контактная площадка — 22 контакта
- 8-битный интерфейс ввода-вывода (в некоторых случаях — 16-битный)
- Скорость передачи данных: 2 MБ/с
- Металлическая наклейка для защиты от записи